# Portuguese Juniors 2011
Das Portuguese Juniors 2011 fand als bedeutendstes internationales Nachwuchsturnier von Portugal im Badminton vom 2. bis zum 4. Dezember 2011 in Caldas da Rainha statt. Es war die dritte Auflage der Veranstaltung.

## Sieger und Platzierte
| Disziplin    | Gold                                   | Silber                          | Bronze                                |
| ------------ | -------------------------------------- | ------------------------------- | ------------------------------------- |
| Herreneinzel | Victor Martín                          | Aitor Arraiza                   | Matej Hliničan                        |
| Herreneinzel | Victor Martín                          | Aitor Arraiza                   | Hugo Batista                          |
| Dameneinzel  | Angela Soto                            | María Vijande                   | Jenny Kobelt                          |
| Dameneinzel  | Angela Soto                            | María Vijande                   | Simone Jegge                          |
| Herrendoppel | José Francisco Membrive Alberto Zapico | Victor Martín David Siles       | Joao Oliveira Miguel Pinto            |
| Herrendoppel | José Francisco Membrive Alberto Zapico | Victor Martín David Siles       | Joao Marques Rui Mendes               |
| Damendoppel  | Blanca Ibeas Laia Oset                 | Nadia Fankhauser Michelle Schar | Delia Biederman Jenny Kobelt          |
| Damendoppel  | Blanca Ibeas Laia Oset                 | Nadia Fankhauser Michelle Schar | Laura Primo Julia Simon               |
| Mixed        | Aitor Arraiza Blanca Ibeas             | Alberto Zapico Laia Oset        | Ricardo Silva Mariana Araujo          |
| Mixed        | Aitor Arraiza Blanca Ibeas             | Alberto Zapico Laia Oset        | José Francisco Membrive María Vijande |